# Guillaume et les Sortilèges
Pour plus de détails, voir Fiche technique et Distribution.
Guillaume et les Sortilèges est un film français de Pierre Léon qui fait partie de la sélection officielle du Festival international du film de Locarno 2007.

## Synopsis
Dans un appartement parisien, Guillaume (Guillaume Verdier) reçoit les visites de toute une série de personnages allégoriques : 
la Perfection Faite Homme (Mathieu Riboulet), l’Amour Gai (Valérie Crunchant, actrice également découverte par Jean-Paul Civeyrac), l’Amour Triste (Arnold Pasquier), le Diamant (Éva Truffaut et ses rivières), le Marbre (Serge Bozon), la Craie (Julie Desprairies)...

## Fiche technique
- Titre : Guillaume et les Sortilèges
- Réalisation : Pierre Léon
- Scénario : Pierre Léon
- Musique : Puccini, c'est du chacha, paroles et musique de Renaud Legrand
- Photographie : Sébastien Buchmann
- Montage : Martial Salomon
- Pays :  France
- Genre : drame
- Durée : 62 minutes
- Année de tournage : 2005
- Sortie : 17 octobre 2007

## Distribution
- Guillaume Verdier : Guillaume
- Anne BenhaÏem : Lucie
- Serge Bozon : Le Marbre
- Valérie Crunchant : L'Amour Gai
- Arnold Pasquier : L'Amour Triste
- Éva Truffaut : Le Diamant
- Mathieu Riboulet : La Perfection Faite Homme
- Laurent Lacotte
- Renaud Legrand
- Nikos Maurice
- Svetlana Leon